# Женжави (Лодзинське воєводство)
Женжави (пол. Rzężawy) — село в Польщі, у гміні Ґощанув Серадзького повіту Лодзинського воєводства.
Населення — 85 осіб (2011).
У 1975-1998 роках село належало до Серадзького воєводства.

## Демографія
Демографічна структура станом на 31 березня 2011 року:
|          | Загалом | Допрацездатний вік | Працездатний вік | Постпрацездатний вік |
| -------- | ------- | ------------------ | ---------------- | -------------------- |
| Чоловіки | 51      | 15                 | 28               | 8                    |
| Жінки    | 34      | 4                  | 20               | 10                   |
| Разом    | 85      | 19                 | 48               | 18                   |